# مقاطعة بيلينغز (داكوتا الشمالية)
بيلينغز (بالإنجليزية: Billings)‏ هي إحدى مقاطعات ولاية داكوتا الشمالية في الولايات المتحدة الأمريكية.